# Artabotrys hongkongensis
Artabotrys hongkongensis är en kirimojaväxtart som beskrevs av Henry Fletcher Hance. Artabotrys hongkongensis ingår i släktet Artabotrys och familjen kirimojaväxter. Inga underarter finns listade i Catalogue of Life.